# Mścisław Chrobry
Mścisław Chrobry (ukr. Мстислав Хоробрий, ros. Мстислав Храбрый) (zm. 1036) – książę tmutarakański (990/1010-1036) i czernihowski (1024-1036).

## Życiorys
Urodził się po 978 Był synem księcia kijowskiego Włodzimierza I Wielkiego i księżniczki Rognedy. W 988 otrzymał od ojca Tmutarakań, gdzie został założycielem samodzielnego księstwa tmutarakańskiego. Od 1016 prowadził wojnę z Chazarami, zwyciężył ich i w 1023 z ich pomocą zajął ziemię czernihowską i siewierską. W 1024 pokonał wojska brata – Jarosława Mądrego w bitwie pod Listwieniem. Po bitwie sam zaproponował pokój, otrzymując w zamian tytuł księcia czernihowskiego, i ustanowił stolicę w Czernihowie. Ok. 1031 wraz z Jarosławem zaatakował Polskę w trakcie wojny polsko-niemieckiej, odbijając Grody Czerwieńskie.
W Tmutarakanie zbudował cerkiew. W Czernihowie rozpoczął budowę katedry Zbawiciela.
Po śmierci Mścisława jego księstwa powróciły do składu Rusi Kijowskiej.